# Pallenis maritima
Pallenis maritima — вид айстроцвітих рослин родини айстрові (Asteraceae).

## Морфологія
Прибережна, від 5 до 40 сантиметрів багаторічна рослина або чагарник. Стебла грубі, волохаті, більш-менш прямі, деревні основи, часто з багатьма гілками. Листки чергові, ланцетно-лопатчаті, до 3 см завдовжки і 1 см завширшки з кудлатим волоссям. Жовті квіти, довжиною 9 мм. Жовті квіточки, 5-лопатеві, гермафродити. Плоди до 1,5 мм у довжину. 2n = 12. Цвіте майже цілий рік, особливо з весни до кінця літа. Розмножується насінням або живцями влітку.

## Поширення
Населяє Західне і Центральне Середземномор'я на схід до Греції. Є в Північній Африці, Канарських островах. Росте у скелястих районах поблизу узбережжя. Живе в лісовому районі на скелястому або піщаному ґрунті, добре дренованому, в тріщинах, старих будівлях в помірному або напівпосушливому кліматі. Витримує високий рівень інсоляції, літньої посухи і засолених ґрунтів. Помірно морозостійкий.

## Галерея

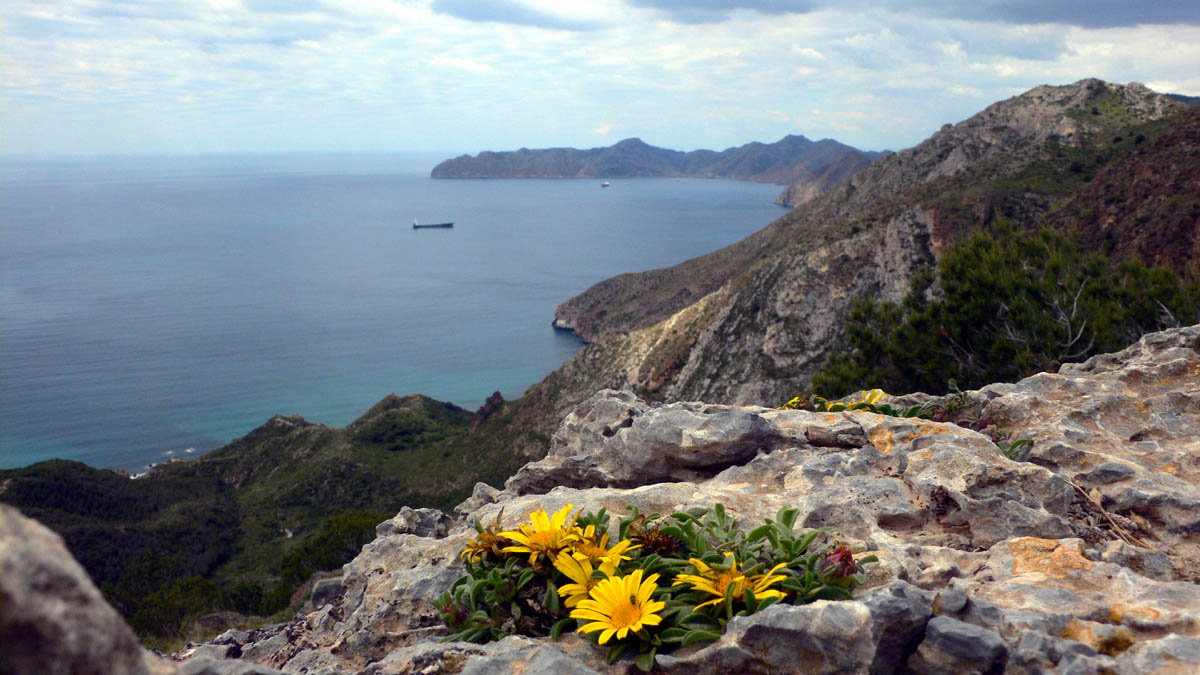
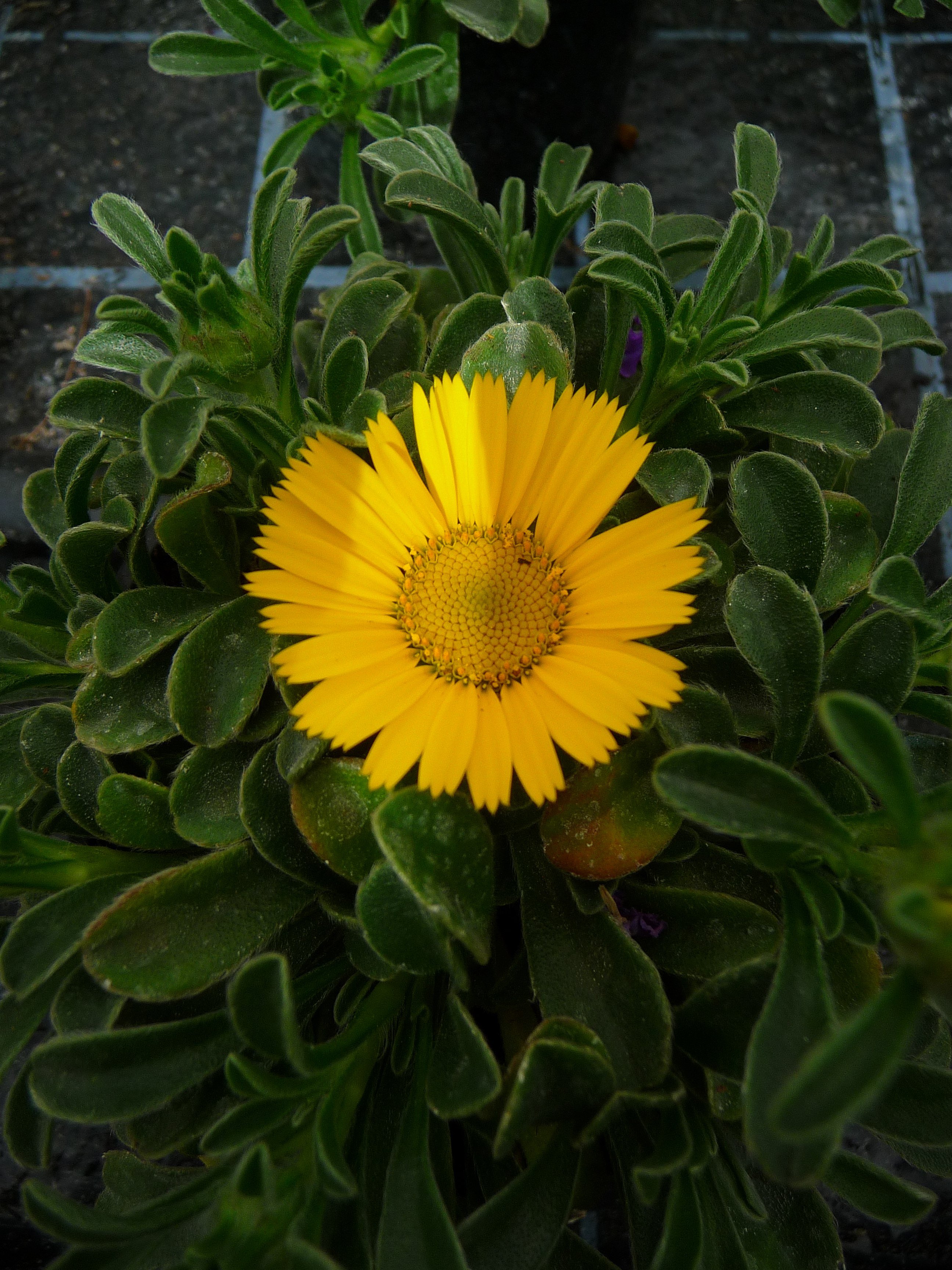
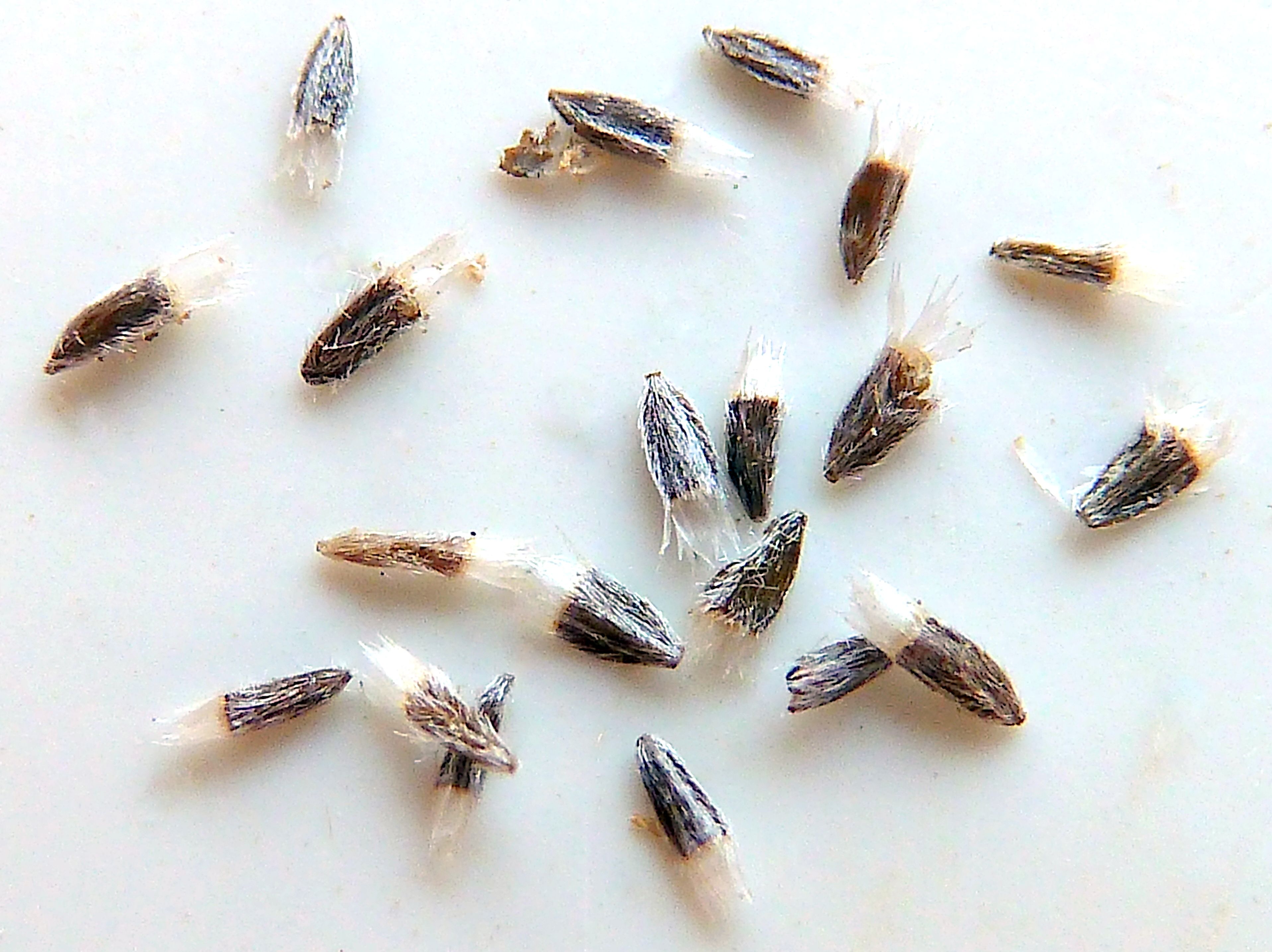

|  | Це незавершена стаття про айстрові. Ви можете допомогти проєкту, виправивши або дописавши її. |